# 和豆龜蝽
和豆龜蝽（学名：Megacopta horvathi）为龜蝽科豆龜蝽屬下的一个种。